# European Economic Review
O European Economic Review é um jornal académico revisado por pares que cobre pesquisas em economia. A revista foi criada em 1969 e os cinco editores principais são: Florin Bilbiie, (Universidade de Lausanne); David K. Levine, (Instituto Universitário Europeu); Isabelle Mejean, (Ecole Polytechnique); Peter Rupert, (Universidade da Califórnia em Santa Bárbara); e Robert Sauer, (Royal Holloway University of London).
De acordo com o Journal Citation Reports, o jornal teve um factor de impacto de 1,540 em 2017. O seu CiteScore é de 3,0 e o SCImago Journal Rank é de 1,905, ambos de 2020.